# Christ Air
Christ Air é uma manobra de skate aéreo onde, ao voar no ar, o skatista pega a prancha com uma das mãos e depois abre os braços e estica as pernas formando uma pose que lembra Jesus Cristo na cruz. Foi inventada pelo skatistaChristian Hosoi . Recentemente, o dinamarquês Rune Glifberg tornou-se o praticante mais famoso do Christ Air. Em abril de 2007, o skatista profissional Martyn Jackson executou um 14 ft (4.3 m) alto Christ Air, o segundo mais alto atrás do próprio Hosoi. Danny Way também executou o Christ Air.